# Lophomyrmex ambiguus
Lophomyrmex ambiguus är en myrart som beskrevs av Fabrizio Rigato 1994. Lophomyrmex ambiguus ingår i släktet Lophomyrmex och familjen myror. Inga underarter finns listade i Catalogue of Life.